# Myōbu
In Giappone, myōbu (命婦?) è un titolo che si dava alle lady del quinto rango della corte imperiale oppure alle nobildonne di medio livello. Nel Makura no sōshi, Lady Myōbu era anche il nome di un gatto appartenente all'Imperatrice Consorte Sadako, di cui l'autrice Sei Shōnagon fu serva.
Tale titolo è comunemente associato agli spiriti-volpe kitsune, messaggere della divinità del riso Inari, per ragioni che ci sono ancora oscure. Nel folclore giapponese ci sono diverse storie che suggeriscono delle spiegazioni per la connessione, che riguardano principalmente il Santuario di Fushimi Inari-taisha sul Monte Inari presso Kyoto. Su questa montagna ci sono un gran numero di santuari shintoisti dedicati perlopiù a Inari, ma anche ad altri kami, inclusa una volpe divina chiamata appunto Myōbu. Il santuario di Fushimi stesso ospita al suo interno santuari minori, come il Byakko-sha ("santuario della volpe bianca") ed il Myōbu-sha ("santuario della lady di corte").

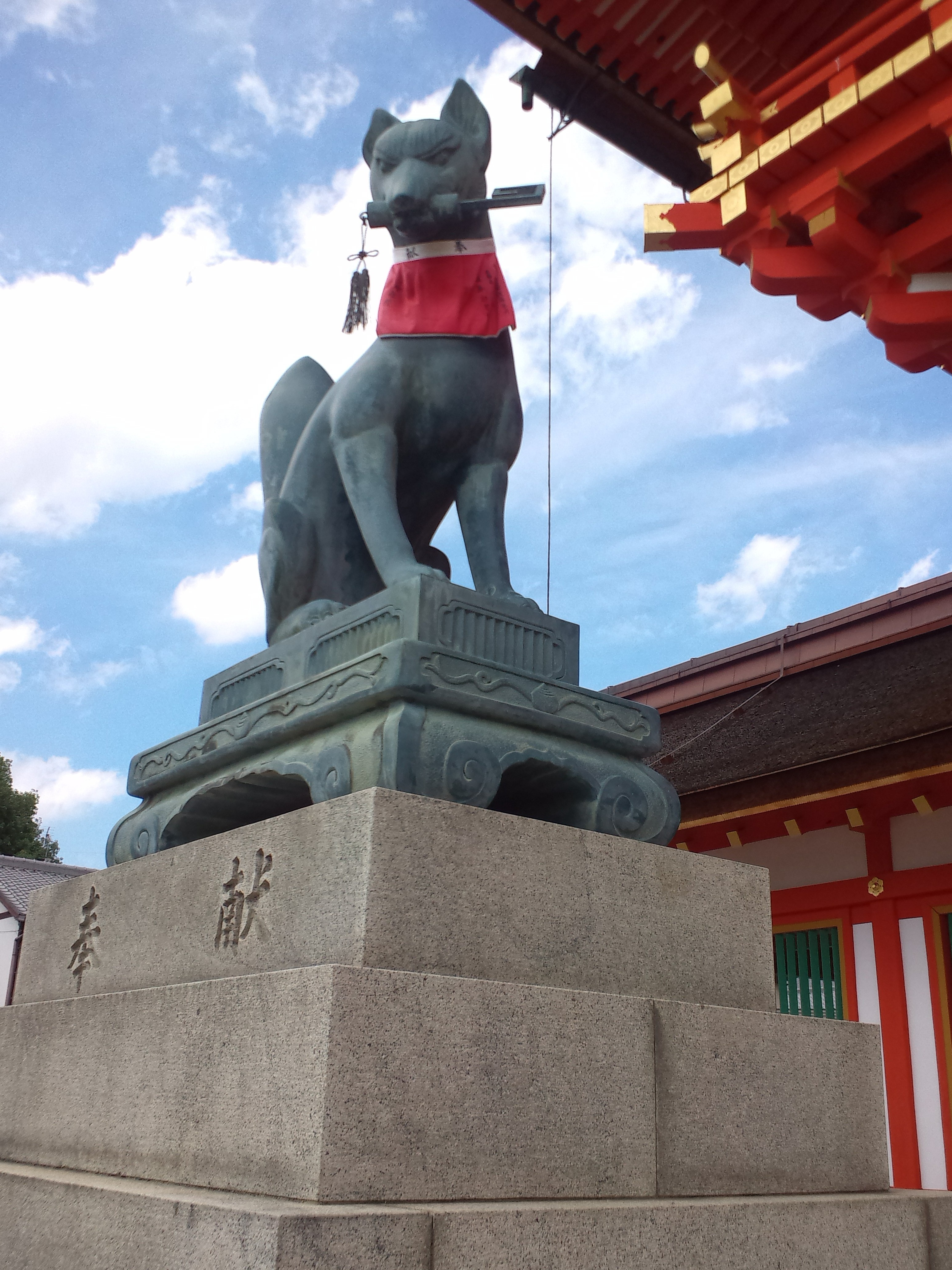
La statua di una kitsune myōbu presso il Santuario di Fushimi Inari-taisha.

## Leggende che collegano lekitsuneal titolo dimyōbu
Esistono diverse leggende che spiegano perché il titolo di myōbu sia collegato alla figura mitologica delle volpi kitsune. Ecco le principali:
- Durante il regno dell'Imperatore Ichijō (980–1011) viveva una lady di corte col rango di myōbu il cui nome sarebbe stato Shinno-Myōbu. Ella, devota al dio Inari, andò nel santuario di Inari per un periodo di sette giorni di preghiera ascetica. Dopo di ciò, ella divenne moglie del Mikado attribuendo la sua fortuna alle volpi bianche guardiane del tempio e fu dato loro pertanto l'appellativo  di myōbu.[2]
- Una lady della corte imperiale seguace di Inari faceva spesso pellegrinaggi a Fushimi. Divenuta anziana non riuscì più a raggiungere la vetta più alta del Monte Inari; allora ella chiese ad una volpe di fare il pellegrinaggio fino alla vetta per lei, in cambio le avrebbe donato il suo titolo. La volpe fece il pellegrinaggio ogni giorno, ottenendo così l'appellativo di myōbu.[3]
- Una lady di corte che seguiva il culto di Inari credeva in uno spirito-volpe conosciuto come Akomachi. Per la sua fede, divenne la moglie di lord di alto rango. Una delle sue figlie sposò in seguito lo stesso imperatore, mentre gli altri figli ricevettero alte posizioni in seno alla corte. Perciò ella conferì alla sua volpe protettrice il titolo di myōbu.[3]
- Durante una visita al santuario di Fushimi Inari-taisha nella primavera del 1071, l'Imperatore Go-Sanjō donò il titolo di myōbu ad un'anziana volpe in onore di una divinità femminile.[3]
- Myōbu era spesso usato per descrivere kitsune fedeli al culto di Inari. Tali kitsune erano bianche o di altri colori pur sempre chiari. Le kitsune che non seguivano Inari erano rappresentate come nogitsune. Esse erano nere o rosse, generalmente più maliziose delle loro sorelle myōbu e con maggiori relazioni con gli esseri umani.[4]